# Polyscias
Polyscias är ett släkte av araliaväxter. Polyscias ingår i familjen Araliaceae.

## Bildgalleri

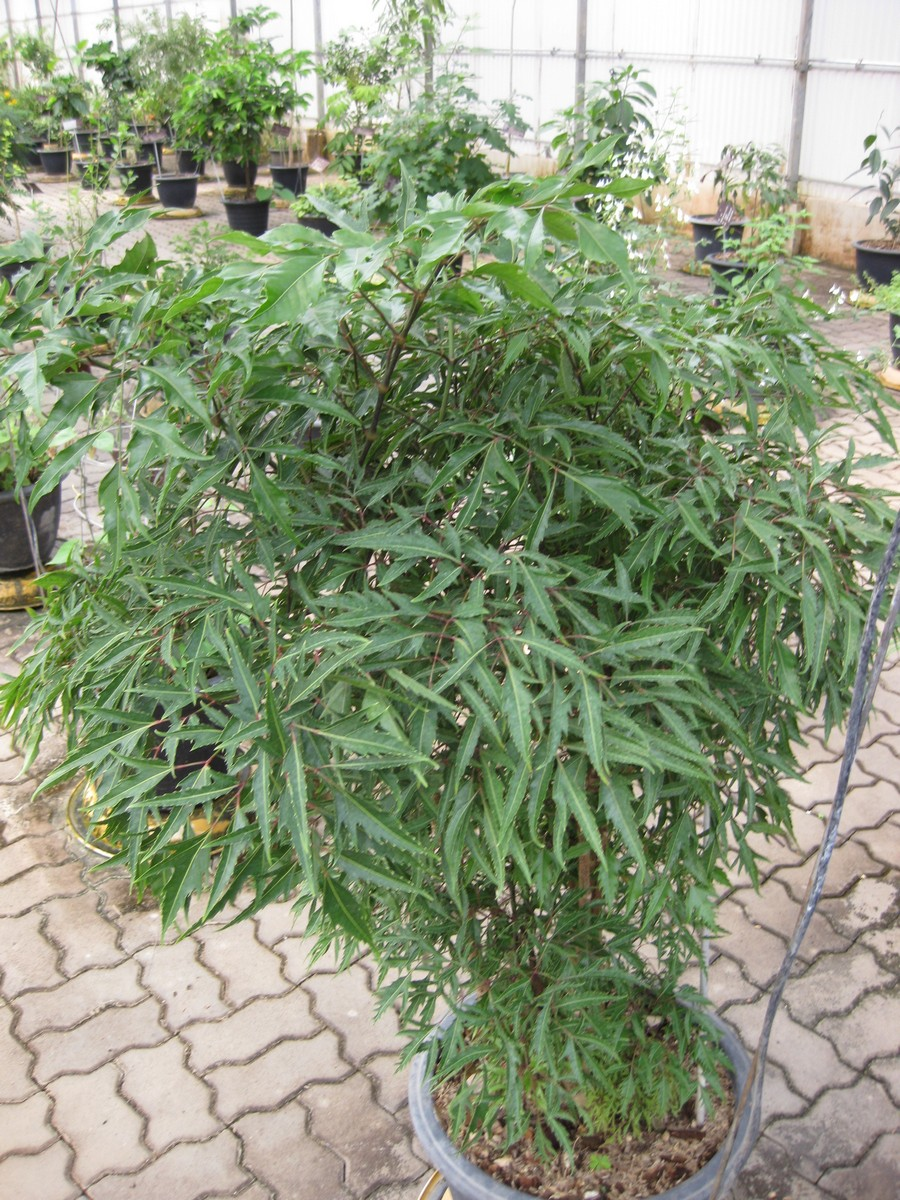
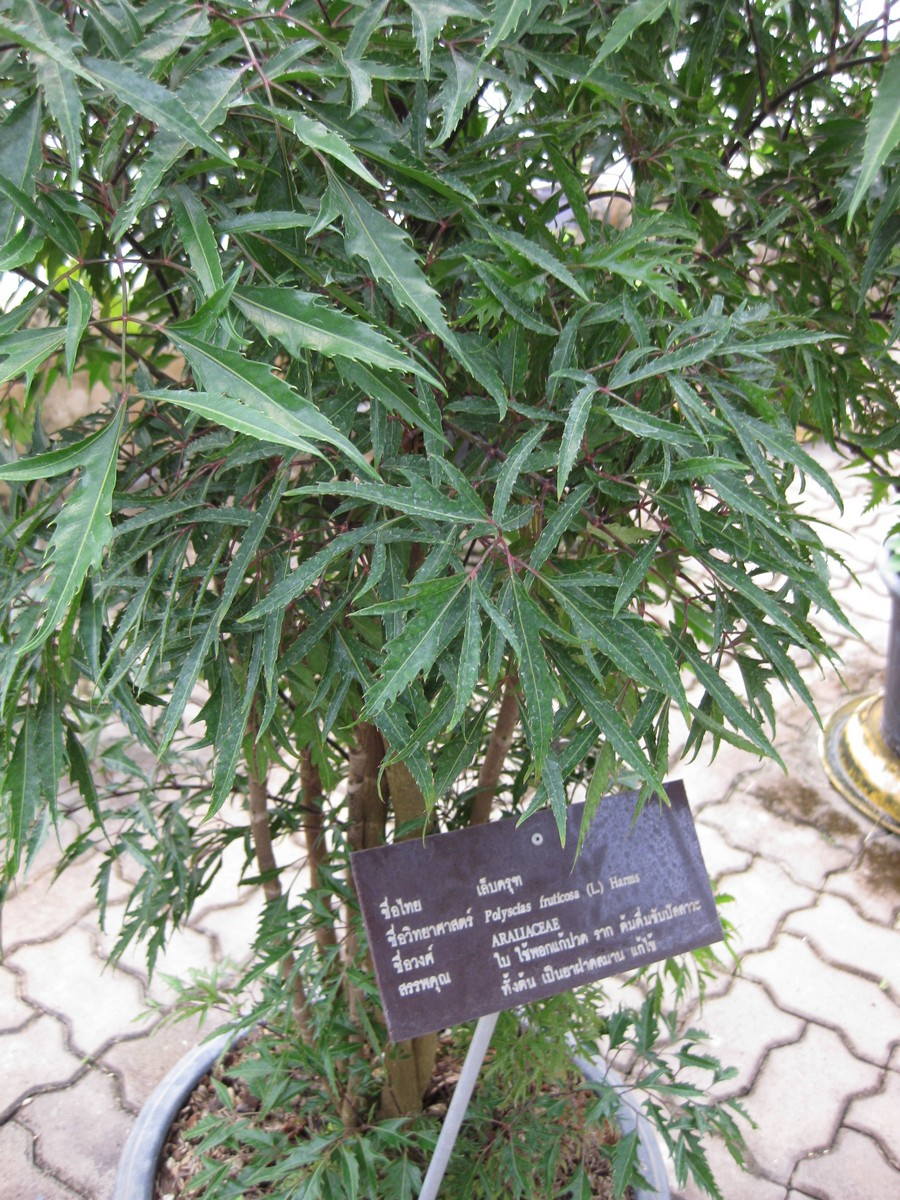
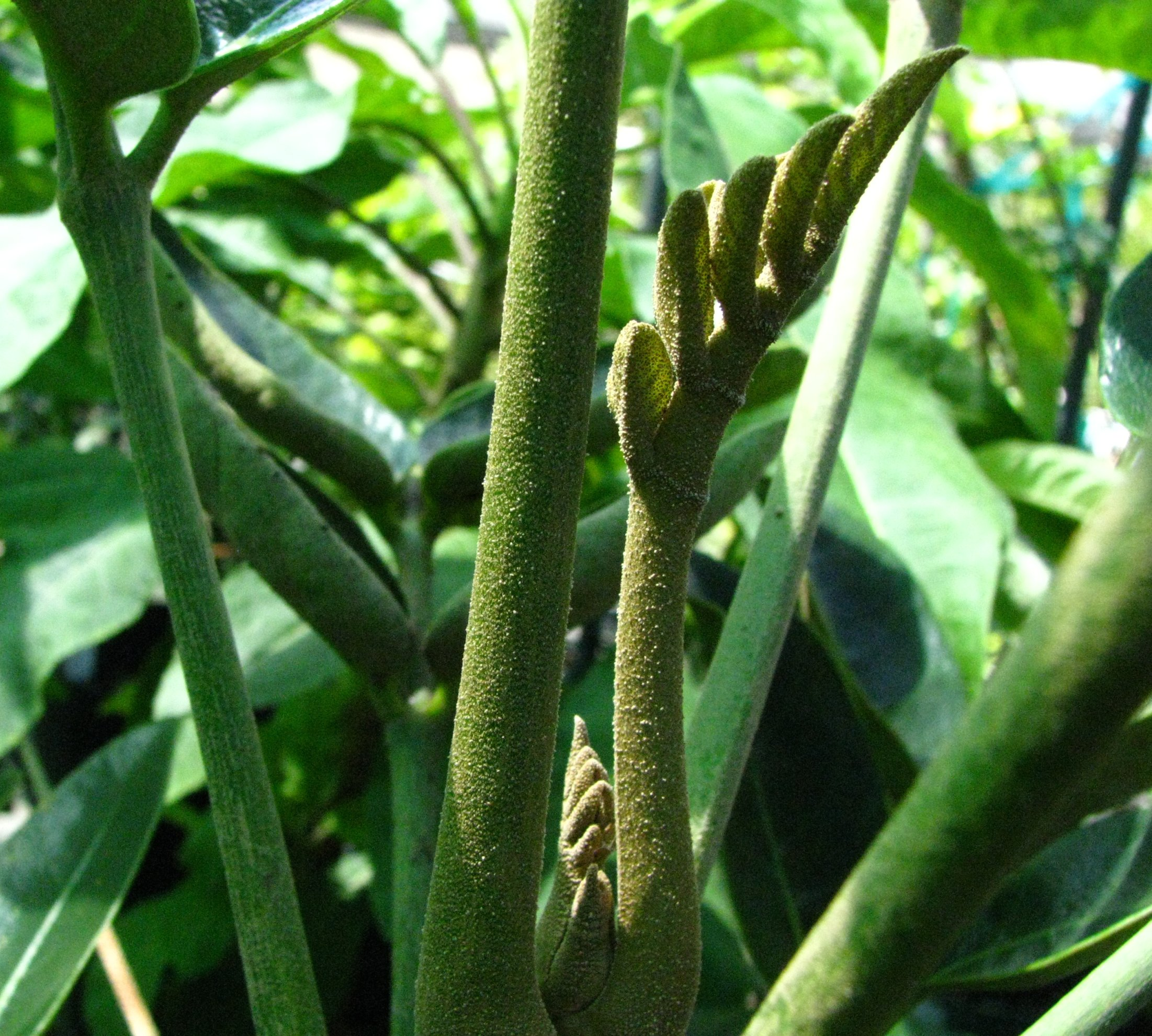
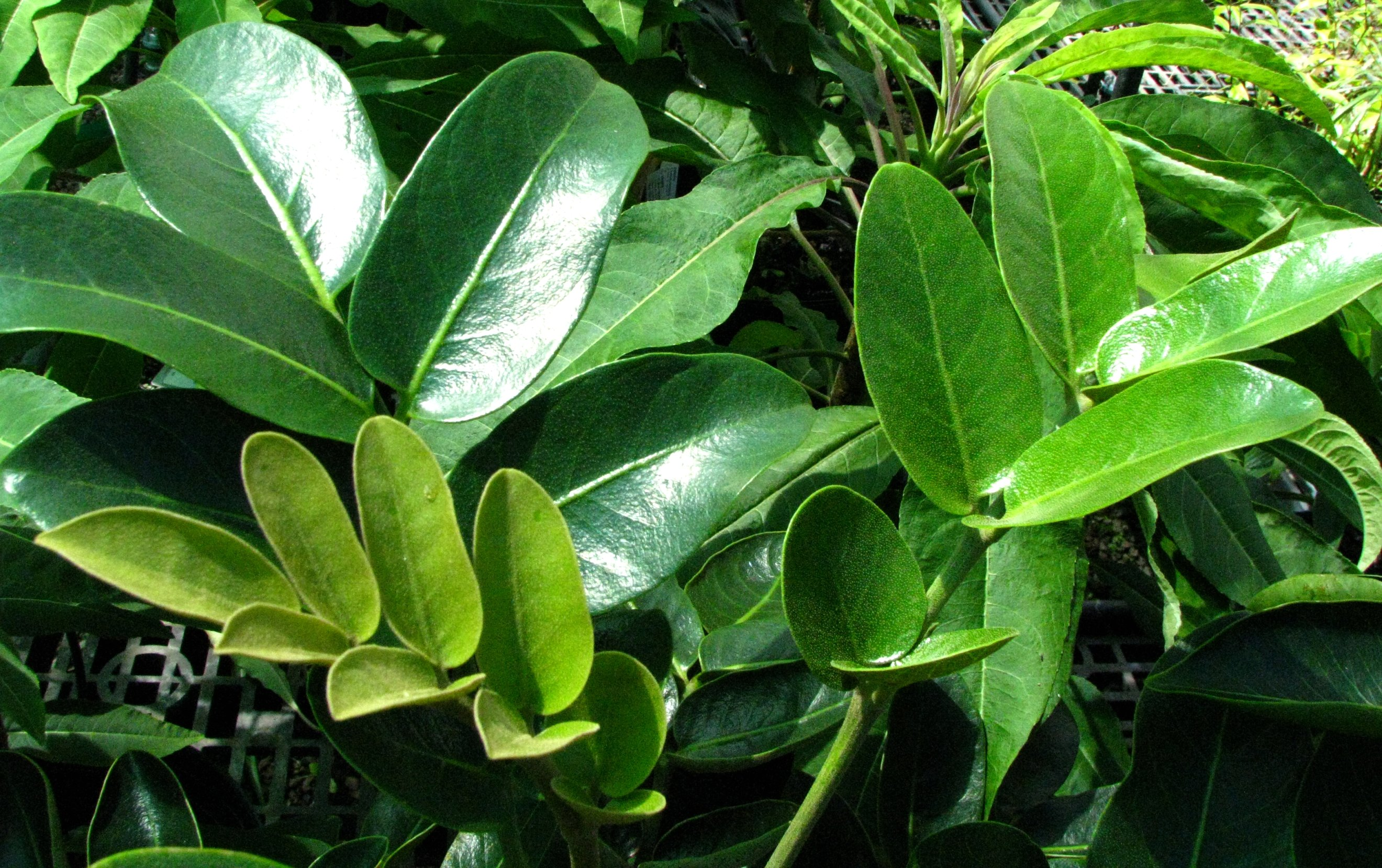
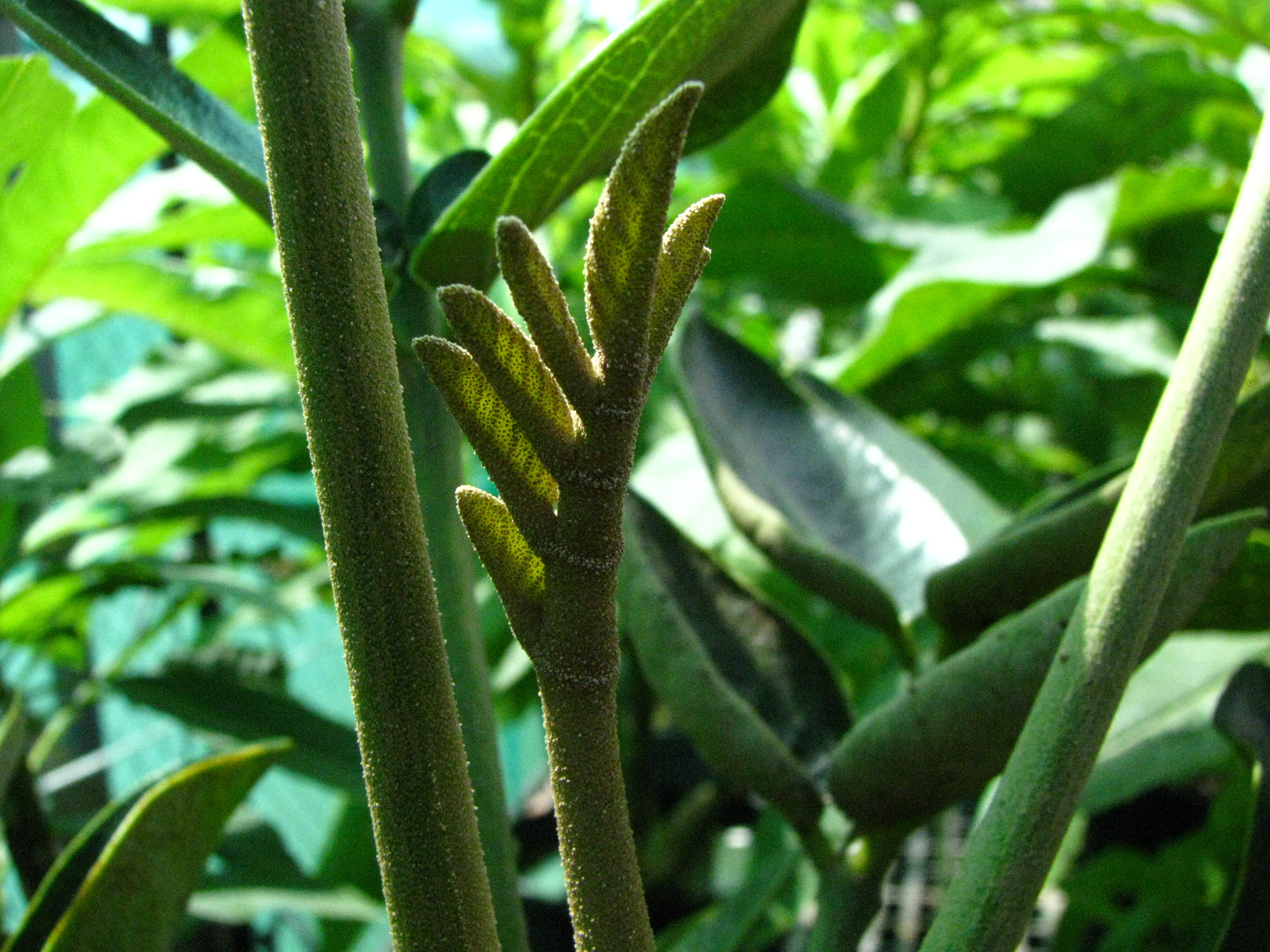
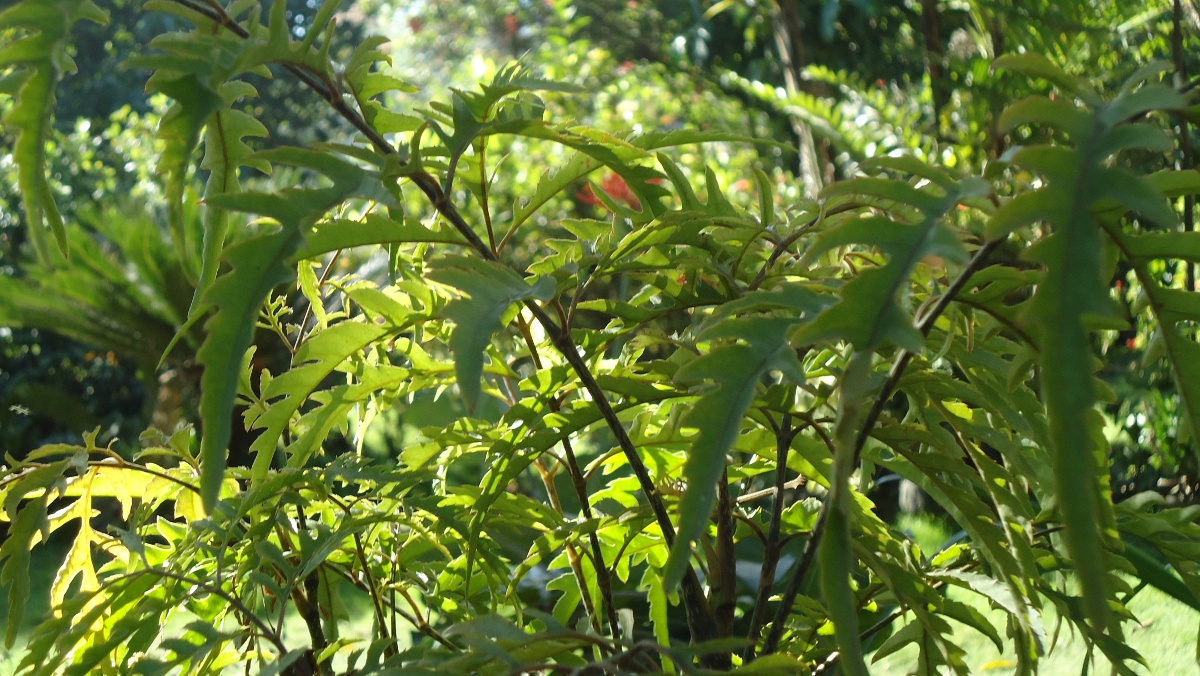

## Dottertaxa tillPolyscias, i alfabetisk ordning[1]
- Polyscias aculeata
- Polyscias acuminata
- Polyscias aemiliguineae
- Polyscias aequatoguineensis
- Polyscias aherniana
- Polyscias albersiana
- Polyscias alternifolia
- Polyscias amplifolia
- Polyscias anacardium
- Polyscias andraerum
- Polyscias angustifolia
- Polyscias ariadnes
- Polyscias ashtonii
- Polyscias aubrevillei
- Polyscias australiana
- Polyscias baehniana
- Polyscias balansae
- Polyscias balfouriana
- Polyscias baretiana
- Polyscias belensis
- Polyscias bellendenkeriensis
- Polyscias bernieri
- Polyscias biformis
- Polyscias bipinnata
- Polyscias bisattenuata
- Polyscias boivinii
- Polyscias borbonica
- Polyscias borneensis
- Polyscias botryophora
- Polyscias bracteata
- Polyscias briquetiana
- Polyscias carolorum
- Polyscias cenabrei
- Polyscias chapelieri
- Polyscias cissiflora
- Polyscias cissodendron
- Polyscias collina
- Polyscias compacta
- Polyscias confertifolia
- Polyscias coriacea
- Polyscias corticata
- Polyscias crassa
- Polyscias crenata
- Polyscias culminicola
- Polyscias cumingiana
- Polyscias cussonioides
- Polyscias cutispongia
- Polyscias dichrostachya
- Polyscias dioica
- Polyscias diversifolia
- Polyscias duplicata
- Polyscias elegans
- Polyscias elliptica
- Polyscias engganoense
- Polyscias farinosa
- Polyscias felicis
- Polyscias filicifolia
- Polyscias floccosa
- Polyscias florosa
- Polyscias flynnii
- Polyscias fraxinifolia
- Polyscias fruticosa
- Polyscias fulva
- Polyscias gracilis
- Polyscias gruschvitzkii
- Polyscias guilfoylei
- Polyscias gymnocarpa
- Polyscias hawaiensis
- Polyscias havilandii
- Polyscias heineana
- Polyscias humbertiana
- Polyscias jackiana
- Polyscias jacobsii
- Polyscias javanica
- Polyscias joskei
- Polyscias kalabenonensis
- Polyscias kavaiensis
- Polyscias kikuyuensis
- Polyscias kivuensis
- Polyscias kjellbergii
- Polyscias lancifolia
- Polyscias lantzii
- Polyscias lanutoensis
- Polyscias leandriana
- Polyscias lecardii
- Polyscias ledermannii
- Polyscias le-testui
- Polyscias lionnetii
- Polyscias lucens
- Polyscias lydgatei
- Polyscias macdowallii
- Polyscias macgillivrayi
- Polyscias mackeei
- Polyscias macranthum
- Polyscias macrocarpa
- Polyscias madagascariensis
- Polyscias maraisiana
- Polyscias maralia
- Polyscias marchionensis
- Polyscias mauritiana
- Polyscias mayottensis
- Polyscias meliifolia
- Polyscias microbotrys
- Polyscias mollis
- Polyscias montana
- Polyscias multibracteata
- Polyscias multijuga
- Polyscias muraltana
- Polyscias murrayi
- Polyscias myrsine
- Polyscias neraudiana
- Polyscias nodosa
- Polyscias nossibiensis
- Polyscias oahuensis
- Polyscias obtusifolia
- Polyscias ornifolia
- Polyscias otopyrena
- Polyscias pachypedicellata
- Polyscias pacifica
- Polyscias palmervandenbroekii
- Polyscias pancheri
- Polyscias paniculata
- Polyscias papyracea
- Polyscias pentamera
- Polyscias philipsonii
- Polyscias pinnata
- Polyscias pleiosperma
- Polyscias prolifera
- Polyscias pulgarensis
- Polyscias purpurea
- Polyscias quintasii
- Polyscias racemosa
- Polyscias rainaliorum
- Polyscias reineckei
- Polyscias repanda
- Polyscias revoluta
- Polyscias richardsiae
- Polyscias rivalsii
- Polyscias rodriguesiana
- Polyscias roemeriana
- Polyscias royenii
- Polyscias rubiginosa
- Polyscias rufosepala
- Polyscias sambucifolia
- Polyscias samoensis
- Polyscias sandwicensis
- Polyscias schmidii
- Polyscias schultzei
- Polyscias scopoliae
- Polyscias scutellaria
- Polyscias sechellarum
- Polyscias serratifolia
- Polyscias sessiliflora
- Polyscias sleumeri
- Polyscias sorongensis
- Polyscias spectabilis
- Polyscias stonei
- Polyscias stuhlmannii
- Polyscias subcapitata
- Polyscias tafondroensis
- Polyscias tahitensis
- Polyscias terminalia
- Polyscias thailandica
- Polyscias tripinnata
- Polyscias waialealae
- Polyscias waimeae
- Polyscias weinmanniae
- Polyscias verrucosa
- Polyscias verticillata
- Polyscias vieillardii
- Polyscias willmottii
- Polyscias vogelkopensis
- Polyscias wohlhauseri
- Polyscias zanthoxyloides
- Polyscias zippeliana